# Vincent (Jura)
Pour les articles homonymes, voir Vincent.
Vincent est une ancienne commune française située dans le département du Jura en région Bourgogne-Franche-Comté.
Elle est, depuis le 1er avril 2016, le chef-lieu de la commune nouvelle de Vincent-Froideville.
Les habitants de Vincent se nomment les Vincents et Vincentes.

## Histoire
Les communes de Vincent et de Machefin sont réunies en 1824.
Le 1er avril 2016, Vincent fusionne avec la commune voisine de Froideville au sein de la commune nouvelle de Vincent-Froideville, dont elle devient le chef-lieu.

## Politique et administration

### Maires
| Période   | Période      | Identité           | Étiquette | Qualité   |
| --------- | ------------ | ------------------ | --------- | --------- |
| mars 2001 | mars 2014    | Jean-Marc Vuillamy |           |           |
| mars 2014 | 31 mars 2016 | Arlette Sauget     | SE        | Retraitée |

## Démographie
L'évolution du nombre d'habitants est connue à travers les recensements de la population effectués dans la commune depuis 1793. À partir du 1er janvier 2009, les populations légales des communes sont publiées annuellement dans le cadre d'un recensement qui repose désormais sur une collecte d'information annuelle, concernant successivement tous les territoires communaux au cours d'une période de cinq ans. 
Pour les communes de moins de 10 000 habitants, une enquête de recensement portant sur toute la population est réalisée tous les cinq ans, les populations légales des années intermédiaires étant quant à elles estimées par interpolation ou extrapolation. Pour la commune, le premier recensement exhaustif entrant dans le cadre du nouveau dispositif a été réalisé en 2007,.
En 2014, la commune comptait 318 habitants, en évolution de −2,15 % par rapport à 2009 (Jura : −0,23 %, France hors Mayotte : +2,49 %).
| 1793 | 1800 | 1806 | 1821 | 1831 | 1836 | 1841 | 1846 | 1851 |
| ---- | ---- | ---- | ---- | ---- | ---- | ---- | ---- | ---- |
| 478  | 493  | 488  | 462  | 544  | 504  | 556  | 528  | 504  |

| 1856 | 1861 | 1866 | 1872 | 1876 | 1881 | 1886 | 1891 | 1896 |
| ---- | ---- | ---- | ---- | ---- | ---- | ---- | ---- | ---- |
| 480  | 484  | 484  | 492  | 510  | 504  | 466  | 439  | 400  |

| 1901 | 1906 | 1911 | 1921 | 1926 | 1931 | 1936 | 1946 | 1954 |
| ---- | ---- | ---- | ---- | ---- | ---- | ---- | ---- | ---- |
| 372  | 362  | 368  | 322  | 297  | 278  | 285  | 257  | 225  |

| 1962 | 1968 | 1975 | 1982 | 1990 | 1999 | 2007 | 2012 | 2014 |
| ---- | ---- | ---- | ---- | ---- | ---- | ---- | ---- | ---- |
| 214  | 192  | 169  | 163  | 203  | 226  | 314  | 316  | 318  |

## Lieux et monuments

### Voies
| 17 odonymes recensés à Vincent au 18 décembre 2013            | 17 odonymes recensés à Vincent au 18 décembre 2013 | 17 odonymes recensés à Vincent au 18 décembre 2013 | 17 odonymes recensés à Vincent au 18 décembre 2013 | 17 odonymes recensés à Vincent au 18 décembre 2013 | 17 odonymes recensés à Vincent au 18 décembre 2013 | 17 odonymes recensés à Vincent au 18 décembre 2013 | 17 odonymes recensés à Vincent au 18 décembre 2013 | 17 odonymes recensés à Vincent au 18 décembre 2013 | 17 odonymes recensés à Vincent au 18 décembre 2013 | 17 odonymes recensés à Vincent au 18 décembre 2013 | 17 odonymes recensés à Vincent au 18 décembre 2013 | 17 odonymes recensés à Vincent au 18 décembre 2013 | 17 odonymes recensés à Vincent au 18 décembre 2013 | 17 odonymes recensés à Vincent au 18 décembre 2013 | 17 odonymes recensés à Vincent au 18 décembre 2013 |
| Allée                                                         | Avenue                                             | Bld                                                | Chemin                                             | Cour                                               | Impasse                                            | Montée                                             | Passage                                            | Place                                              | Quai                                               | Carrefour                                          | Route                                              | Rue                                                | Square                                             | Autres                                             | Total                                              |
| ------------------------------------------------------------- | -------------------------------------------------- | -------------------------------------------------- | -------------------------------------------------- | -------------------------------------------------- | -------------------------------------------------- | -------------------------------------------------- | -------------------------------------------------- | -------------------------------------------------- | -------------------------------------------------- | -------------------------------------------------- | -------------------------------------------------- | -------------------------------------------------- | -------------------------------------------------- | -------------------------------------------------- | -------------------------------------------------- |
| 0                                                             | 0                                                  | 0                                                  | 4                                                  | 0                                                  | 1                                                  | 0                                                  | 0                                                  | 0                                                  | 0                                                  | 0                                                  | 1 ,-->                                             | 8                                                  | 1                                                  | 2                                                  | 17                                                 |
| Notes « N »                                                   | Notes « N »                                        | Notes « N »                                        | 1. 2. 3. 4. 5.                                     | 1. 2. 3. 4. 5.                                     | 1. 2. 3. 4. 5.                                     | 1. 2. 3. 4. 5.                                     | 1. 2. 3. 4. 5.                                     | 1. 2. 3. 4. 5.                                     | 1. 2. 3. 4. 5.                                     | 1. 2. 3. 4. 5.                                     | 1. 2. 3. 4. 5.                                     | 1. 2. 3. 4. 5.                                     | 1. 2. 3. 4. 5.                                     | 1. 2. 3. 4. 5.                                     | 1. 2. 3. 4. 5.                                     |
| Sources : rue-ville.info & OpenStreetMap & FNACA-GAJE du Jura |                                                    |                                                    |                                                    |                                                    |                                                    |                                                    |                                                    |                                                    |                                                    |                                                    |                                                    |                                                    |                                                    |                                                    |                                                    |

## Personnalités liées à la commune
- Henri-Elisée Petitjean (1881-1959), homme politique né à Vincent, député du Jura de 1924 à 1928.